# Ratchet & Clank (filme)
Ratchet & Clank (prt: Ratchet e Clank; bra: Heróis da Galáxia: Ratchet e Clank) é um filme de animação computadorizada canado-estadunidense, baseado na série de jogos homónima da Insomniac Games. O filme é realizado por Jericca Cleland e Kevin Munroe, com a história original de T.J. Fixman. Nos Estados Unidos o filme foi lançado dia 29 de abril de 2016 e no Brasil e em Portugal a 5 de maio do mesmo ano.
Foi recebido com críticas geralmente negativas, tornado-se uma bomba na bilheteria.

## Elenco
- James Arnold Taylor como Ratchet[9]
- David Kaye como Clank[9]
- Jim Ward como Capitão Qwark[9]
- Paul Giamatti como Chairman Drek[9]
- John Goodman como Grimroth[9]
- Bella Thorne como Cora[9]
- Rosario Dawson como Elaris[9]
- Sylvester Stallone como Victor Von Ion[9]
- Armin Shimerman como Doutor Nefarious[9]

## Produção
A adaptação cinematográfica do jogo foi anunciada pelo PlayStation.Blog em 23 de abril de 2013, com o trailer oficial lançado no YouTube. O filme está sendo produzido pelo estúdio Rainmaker Entertainment, localizado em Vancouver no Canadá, e será produzido por Michael Hefferon.

## Lançamento
O primeiro trailer foi lançado durante a conferência de imprensa da Sony, realizada na Electronic Entertainment Expo em 9 de junho de 2014. O filme estreou no Festival de Cannes em 15 de maio de 2015. Em 13 de maio de 2015, a Focus Features adquiriu os direitos de distribuição do filme e declarou que o lançamento do filme nos Estados Unidos acontecerá em 29 de abril de 2016. A "reimaginação" do jogo original Ratchet & Clank está sendo desenvolvida pela Insomniac Games e está programada para ser lançada na primavera de 2016, junto com o filme.

## Recepção
Ratchet & Clank teve uma recepção geralmente desfavorável. No Rotten Tomatoes o filme possui um tomatoemeter podre de 22% com o consenso: "Ratchet & Clank pode satisfazer os espectadores mais jovens, mas em comparação com muitas opções de qualidade superior disponíveis para famílias e entusiastas de animação, ele oferece pouco para realmente recomendar". No Metacritic o filme possui uma pontuação de 29/100 indicado "geralmente desfavoráveis".